# Raspall

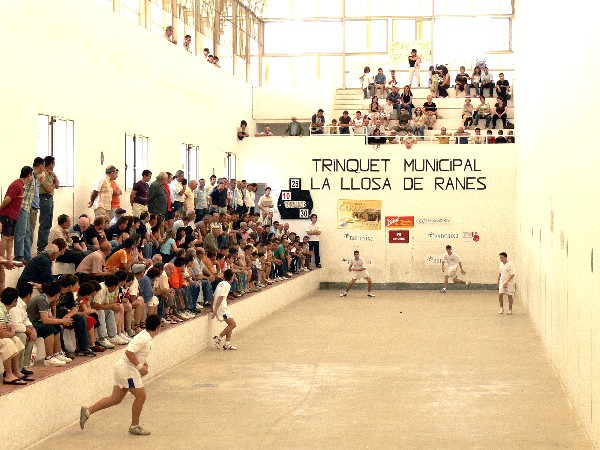
partido de Raspall en Llosa de Ranes.

El Raspall es una modalidad de pelota valenciana de estilo directo que se caracteriza sobre todo por el hecho de que no se juega al alto, es decir, no importa el número de botes que efectúe la pelota.
Esta modalidad es la única junto con la de escala i corda que cuenta con jugadores profesionales. Es muy disputada en las comarcas situadas al sur del río Júcar como pueden ser la Safor, la Costera, 
l'Horta, la Canal de Navarrés, la Marina Alta o la Marina Baja aunque también es popular en la Ribera Baja.
Recibe este nombre, además del de raspot o raspallot por el hecho de que los jugadores han de raspar el suelo con los dedos para devolver la pelota ya que es bastante común que esta vaya rodando por el suelo.
El lugar donde se juega es en el trinquete o en las calles de los pueblos.

## Reglas
Si la pelota toca el tamboril ( bisel existente en la parte inferior de la pared frontal del trinquete ) o si se está jugando en la calle que sobrepasa la raya que delimita el final del campo. En este caso es tanto del equipo que ha hecho sobrepasar la línea de quince o ha hecho que toque el tamboril.
Un equipo solo puede golpear la pelota 1 vez seguida.
Si un jugador golpea la pelota pero este retrocede, comete falta, logrando un tanto al equipo rival.
Si un jugador golpea la pelota con otra parte del cuerpo distinta de la mano hace una falta.
Si jugando en el trinquete un equipo ha encalado la pelota en las galerías situadas en la parte superior anota un 15.
La puntuación es de: 15, 30, Val y Joc.
Si se empata a Val se rebaja a 30 los marcadores.

## Cancha
Las partidas de Raspall se suelen disputar en un trinquete, pero también es posible disputarlas en una calle ya sea natural o Calle de la pelota artificial.

## Pelota
La pelota utilizada para esta modalidad es la pelota de vaqueta, la cual es bastante dura y está hecha de cuero.

## Competiciones
La competición más importante sin dudas es el individual de raspall.
Por equipos, el trofeo más importante es, a nivel profesional, la Liga Profesional de Raspall.
A nivel aficionado, la competición con más participantes y más solera es el Fundació Ruralcaixa, con cerca del centenar de equipos, divididos en varias categorías, y que tienen un nivel altísimo en su primera categoría, con la participación de jugadores com Lluiset, Roberto, Juan Cabanes, Carlos de Oliva o El Moro de Alcàntera, todos los exjugadores profesionales de primer nivel.